# Los Angeles Film Critics Association
De Los Angeles Film Critics Association (LAFCA) is een Amerikaanse organisatie van filmcritici, opgericht in 1975. De organisatie reikt jaarlijks prijzen uit aan leden van de filmindustrie die een bijzondere bijdrage hebben geleverd binnen hun werkgebied. 
De prijzen worden ieder jaar in december aangekondigd en in januari uitgereikt. Vanwege dit tijdstip wordt de prijs, net als de Golden Globes, vaak gezien als een indicator voor de mogelijke winnaars van de Academy Awards van dat jaar.

## Categorieën
- Beste acteur
- Beste actrice
- Beste animatie
- Beste regisseur
- Beste documentaire
- Beste film
- Beste buitenlandstalige film
- Beste mannelijke bijrol
- Beste vrouwelijke bijrol